# 和州 (安徽省)
和州（わしゅう）は、中国にかつて存在した州。南北朝時代から民国初年にかけて、現在の安徽省馬鞍山市和県一帯に設置された。

## 魏晋南北朝時代
555年（天保6年）、北斉により和州が置かれた。573年（太建5年）、南朝陳が北斉を攻撃すると和州は廃止されたが、579年（大象元年）、北周により再度設置された。

## 隋代
隋初には、和州は2郡3県を管轄した。607年（大業3年）に州が廃止されて郡が置かれると、和州は歴陽郡と改称され、下部に2県を管轄した。隋代の行政区分に関しては下表を参照。
| 隋代の行政区画変遷 | 隋代の行政区画変遷 | 隋代の行政区画変遷 | 隋代の行政区画変遷 | 隋代の行政区画変遷 |
| 区分               | 開皇元年           | 開皇元年           | 区分               | 大業3年            |
| ------------------ | ------------------ | ------------------ | ------------------ | ------------------ |
| 州                 | 和州               | 和州               | 郡                 | 歴陽郡             |
| 郡                 | 歴陽郡             | 烏江郡             | 県                 | 歴陽県 烏江県      |
| 県                 | 歴陽県 竜亢県      | 烏江県             | 県                 | 歴陽県 烏江県      |

## 唐代
620年（武徳3年）、唐により歴陽郡を和州と改められた。742年（天宝元年）、和州は歴陽郡と改称された。757年（至徳2載）、歴陽郡は和州の称にもどされた。和州は淮南道に属し、歴陽・烏江の2県を管轄した。

## 五代十国時代
920年（武義2年）、呉は和州を徳勝軍の管轄とし、南唐もこれによった。958年（顕徳5年）、後周が淮南地区を支配するようになると徳勝軍は保信軍と改称され、和州もこれに移管された。

## 宋代
宋のとき、和州は淮南西路に属し、歴陽・烏江・含山の3県を管轄した。

## 元代
1276年（至元13年）、元により和州に鎮守万戸府が置かれた。1277年（至元14年）、和州に安撫司が置かれた。1278年（至元15年）、和州安撫司は和州路と改められた。1291年（至元28年）、和州路は和州に降格した。和州は廬州路に属し、歴陽・烏江・含山の3県を管轄した。

## 明代以降
1369年（洪武2年）、明により歴陽・烏江の2県は廃止され、和州に編入された。1374年（洪武7年）、和州は鳳陽府に属した。1380年（洪武13年）、和州は直隷州に昇格した。和州直隷州は南直隷に属し、含山県1県を管轄した。
清のとき、和州直隷州は安徽省に属し、含山県1県を管轄した。
1912年、中華民国により和州直隷州は廃止され、和県と改められた。